# Uma Aventura
Uma Aventura é uma série de livros de literatura infantojuvenil portuguesa, das autoras Ana Maria Magalhães e Isabel Alçada, iniciada em 1982 e que em 2025 tem 68 livros, todos recomendados pelo Plano Nacional de Leitura. A coleção segue as diversas aventuras de cinco jovens: as gémeas Teresa e Luísa, Pedro, Chico e João. O cão das gémeas (Caracol) e o de João (Faial) por vezes também entram.
As duas autoras co-escreveram outros livros em conjunto.
Foi criada uma adaptação para televisão para a SIC que conta com mais de 45 episódios e que teve já três elencos.
Em 2009 foi feito o filme Uma Aventura na Casa Assombrada, uma adaptação pela Valentim de Carvalho e pela SIC de um dos livros de  Ana Maria Magalhães e Isabel Alçada, Uma Aventura na Casa Assombrada com um elenco diferente da série original mas igualmente realizado por Carlos Coelho da Silva, as filmagens ocorreram em Julho e em Setembro. A estreia decorreu no dia 3 de Dezembro de 2009.

## O início
Em 1976, Ana Maria Magalhães e Isabel Alçada conheceram-se na Escola Básica Fernando Pessoa em Olivais, Lisboa, como professoras primárias (das mesmas turmas) de Português e História. Notando um desinteresse por leitura nos seus alunos, elaboraram por cerca de quatro anos pequenos contos para ler nas aulas. Os alunos não sabiam que eram escritos por elas, pois usavam um pseudónimo com o intuito de motivá-los a comentar imparcialmente nos excertos.(6:41) Isto incentivou outros professores da escola a usarem os seus textos com permissão para as suas turmas.
Eventualmente, Ana Maria e Isabel, motivadas pelo sucesso dos seus textos, começaram a planear escrever um livro para publicar, que seria o primeiro da coleção, Uma Aventura na Cidade. Efetuaram um inquérito a turmas do 2.º ciclo para conhecerem os géneros de livros que gostavam, registando uma preferência geral em histórias de ação e mistério com personagens jovens.(5:20–6:12) Segundo Ana Maria, o livro, cujo tema envolvia crimes em Lisboa, "era realista, mostrava o que era a escola, o que as pessoas pensavam, como os alunos eram." As autoras tiveram inspiração de alguns dos seus alunos para criar as personagens principais, quem tinham personalidades distintas para que os leitores se identificassem melhor com alguma e para dar uma moral sobre colaboração.(6:28) Enid Blyton, escritora inglesa responsável pelas coleções Os Cinco e Os Sete, foi uma inspiração para o livro; Ana considera a estrutura narrativa simplificada de Blyton, "situação inicial, crime e desfecho", presente em qualquer história de aventura.
Enquanto que a Notícias Magazine (suplemento do Jornal de Notícias) reporta que o primeiro exemplar do livro estava acabado em novembro de 1981, de acordo com o Diário de Notícias e o Observador, o livro foi escrito de janeiro a abril de 1982, em três meses. Três editoras recusaram publicar o livro; as autoras atribuíram esta dificuldade em lançar o livro ao número reduzido de editoras na altura e a alta preferência em livros de autores estrangeiros por estas. Depois de um mês de fazerem um último pedido de publicacão para a Editorial Caminho, aceitaram publicar o livro na condição que Ana Maria e Isabel escrevessem o segundo volume para verificarem as suas capacidades de começar uma coleção.(2:30–3:50) O livro, que seria intitulado Uma Aventura nas Férias do Natal, baseou-se em experiências pessoais de Ana em Trás-os-Montes. Ambos os livros foram publicados ao mesmo tempo, em 25 de novembro de 1982,(3:20) com ilustrações de Arlindo Fagundes, que era realizador de cinema, ceramista, ilustrador e autor de banda desenhada.
O lançamento no mercado desta coleção superou as vendas das séries Os Cinco e Os Sete preenchendo, neste período, uma lacuna existente no mercado nacional para públicos juvenis, uma vez que os pré-adolescentes e os adolescentes não tinham títulos originais de autores portugueses à sua disposição.

## Personagens
- Teresa e Luísa - São gémeas monozigóticas, com apenas uma pequena diferença que as distingue mas que é mantida em segredo. São as melhores amigas, e muito unidas. Segundo as autoras basearam-se em duas alunas suas, "duas gémeas deliciosas, vivas, divertidas, espertas, pareciam feitas de propósito para saltarem para dentro de uma história". Foram elas que formaram o grupo, estando na altura no 6° ano. São destemidas e determinadas embora sejam por vezes, delirantes, vendo em todas as situações, um possível mistério.[14] O seu caniche Caracol participa em muitas da aventuras e já as ajudou algumas vezes, como no livro Uma Aventura em Lisboa.
- Pedro - É um rapaz estudioso que tira boas notas e é considerado o mais inteligente do grupo, que mais tarde quer ingressar no curso de medicina. Vive com os seus pais e irmã, numa família com algumas possibilidades económicas. Segundo as autoras, é o "bom aluno, equilibrado, inteligente, leitor". No princípio, não se dava bem com o Chico, começando aliás, o primeiro livro da coleção com um cena de pancadaria entre os dois. Apesar de ser inteligentíssimo, Pedro revela em "Uma Aventura nas Férias Grandes" que sonhava em ter a força do Chico e que soubesse surfar. Andava no 9º ano quando se juntou ao grupo.[14]
- Chico - Entusiasta de desportos e que não gosta de ficar quieto muito tempo. É o mais corajoso e destemido do grupo. Não tem medo de uma briga, mas nunca com miúdos. Tem um irmão mais velho e a sua família vive dificuldades económicas. Segundo as autoras é o "eterno reguila, o pior nas aulas, o melhor no pátio, sem saber o que há-de fazer a tanta energia e força". Chico não se dava bem com Pedro no princípio, inclusive, começando o primeiro livro numa cena de pancadaria com ele. Para ele, os amigos são uma segunda família, visto que o ambiente em casa dele não é dos melhores. É sempre o mais engraçado e descontraído, embora por vezes desconfiando de tudo. É normalmente quem tem mais "romances". Andava no 9º ano quando se juntou ao grupo.[14]
- João  - É o mais baixo o que fez com que se juntasse ao grupo na primeira aventura. É um grande admirador de animais, em especial o Faial, um pastor alemão muito inteligente e bem treinado que defende o dono e os amigos. Vive com a sua avó, numa casa com jardim. Os seus pais trabalham na Alemanha e aparecem no livro Uma Aventura entre Douro e Minho. João tem muitas saudades dos pais, ficando sempre emocionado quando fala deles. Adora animais, tendo uma data deles em casa, incluindo ratinhos, canários, etc. Sendo muito ágil, é considerado um autêntico "macaco". É tratado carinhosamente por "Canina" por os amigos, por gostar tanto do Faial. Estava no 5º ano quando se juntou ao grupo.

## Livros
1. Uma Aventura na Cidade (PNL) (1.ª edição, 1982; 32.ª edição, 2022)*
2. Uma Aventura nas Férias do Natal (PNL) (1.ª edição, 1982; 31.ª edição, 2022)
3. Uma Aventura na Falésia (PNL) (1.ª edição, 1983; 24.ª edição, 2021)***
4. Uma Aventura em Viagem (PNL) (1.ª edição, 1983; 22.ª edição, 2020)
5. Uma Aventura no Bosque (PNL) (1.ª edição, 1983; 25.ª edição, 2021)**
6. Uma Aventura entre Douro e Minho (PNL) (1.ª edição, 1983; 20.ª edição, 2021)*****
7. Uma Aventura Alarmante (PNL) (1.ª edição, 1984; 16.ª edição, 2020)***
8. Uma Aventura na Escola (PNL) (1.ª edição, 1984; 29.ª edição, 2022)*
9. Uma Aventura no Ribatejo (PNL) (1.ª edição, 1984; 19.ª edição, 2022)***
10. Uma Aventura em Evoramonte (PNL) (1.ª edição, 1984; 17.ª edição, 2021)****
11. Uma Aventura na Mina (PNL) (1.ª edição, 1985; 17.ª edição, 2020)***
12. Uma Aventura no Algarve (PNL) (1.ª edição, 1985; 22.ª edição, 2019)****
13. Uma Aventura no Porto (PNL) (1.ª edição, 1985; 24.ª edição, 2022)****
14. Uma Aventura no Estádio (PNL) (1.ª edição, 1985; 25.ª edição, 2022)**
15. Uma Aventura na Terra e no Mar (PNL) (1.ª edição, 1986; 15.ª edição, 2019)*****
16. Uma Aventura debaixo da Terra (Originalmente teria o título de "Uma Aventura No Metropolitano") (PNL) (1.ª edição, 1986; 15.ª edição, 2019)****
17. Uma Aventura no Supermercado (PNL) (1.ª edição, 1986; 16.ª edição, 2021)*
18. Uma Aventura Musical (PNL) (1.ª edição, 1987; 14.ª edição, 2021)**
19. Uma Aventura nas Férias da Páscoa (PNL) (1.ª edição, 1987; 19.ª edição, 2021)****
20. Uma Aventura no Teatro (PNL) (1.ª edição, 1987; 14.ª edição, 2019)**
21. Uma Aventura no Deserto (PNL) (1.ª edição, 1988; 14.ª edição, 2014)
22. Uma Aventura em Lisboa (PNL) (1.ª edição, 1988; 19.ª edição, 2021)*
23. Uma Aventura nas Férias Grandes (PNL) (1.ª edição, 1989; 14.ª edição, 2020)***
24. Uma Aventura no Carnaval (PNL) (1.ª edição, 1989; 10.ª edição, 2020)**
25. Uma Aventura nas Ilhas de Cabo Verde (PNL) (1.ª edição, 1990; 17.ª edição, 2022)
26. Uma Aventura no Palácio da Pena (PNL) (1.ª edição, 1990; 18.ª edição, 2022)*
27. Uma Aventura no Inverno (PNL) (1.ª edição, 1990; 10.ª edição, 2019)**
28. Uma Aventura em França (PNL) (1.ª edição, 1991; 14.ª edição, 2020)
29. Uma Aventura Fantástica (PNL) (1.ª edição, 1991; 13.ª edição, 2021)****
30. Uma Aventura no Verão (PNL) (1.ª edição, 1992; 11.ª edição, 2020)**
31. Uma Aventura nos Açores (PNL) (1.ª edição, 1993; 14.ª edição, 2022)
32. Uma Aventura na Serra da Estrela (PNL) (1.ª edição, 1993; 20.ª edição, 2021)
33. Uma Aventura na Praia (PNL) (1.ª edição, 1994; 15.ª edição, 2021)****
34. Uma Aventura Perigosa (PNL) (1.ª edição, 1994; 9.ª edição, 2019)**
35. Uma Aventura em Macau (PNL) (1.ª edição, 1995; 11.ª edição, 2019)
36. Uma Aventura na Biblioteca (PNL) (1.ª edição, 1996; 7.ª edição, 2018)*
37. Uma Aventura em Espanha (PNL) (Originalmente estava planeado para ser o nº35) (1.ª edição, 1996; 10.ª edição, 2020)
38. Uma Aventura na Casa Assombrada (PNL) (1.ª edição, 1997; 19.ª edição, 2021)***(1)
39. Uma Aventura na Televisão (PNL) (1.ª edição, 1998; 9.ª edição, 2022)**
40. Uma Aventura no Egipto (PNL) (1.ª edição, 1999; 14.ª edição, 2021)
41. Uma Aventura na Quinta das Lágrimas (PNL) (1.ª edição, 1999; 14.ª edição, 2019)*
42. Uma Aventura na Noite das Bruxas (PNL) (1.ª edição, 2000; 12.ª edição, 2022)***
43. Uma Aventura no Castelo dos Ventos (PNL) (1.ª edição, 2001; 8.ª edição, 2022)****
44. Uma Aventura Secreta (PNL) (1.ª edição, 2002; 10.ª edição, 2019)***
45. Uma Aventura na Ilha Deserta (PNL) (1.ª edição, 2003; 10.ª edição, 2021)
46. Uma Aventura entre as Duas Margens do Rio (PNL) (1.ª edição, 2004; 5.ª edição, 2020)*****
47. Uma Aventura no Caminho do Javali (PNL) (1.ª edição, 2005; 2.ª edição, 2008)*****
48. Uma Aventura no Comboio (PNL) (1.ª edição, 2006; 8.ª edição, 2021)*****
49. Uma Aventura no Labirinto Misterioso (PNL) (1.ª edição, 2007; 7.ª edição, 2021)
50. Uma Aventura no Alto Mar (PNL) (1.ª edição, 2008; 6.ª edição, 2018)
51. Uma Aventura na Amazónia (PNL) (1.ª edição, 2009; 11.ª edição, 2021)
52. Uma Aventura no Pulo do Lobo (PNL) (1.ª edição, 2010; 9.ª edição, 2020)
53. Uma Aventura na Ilha de Timor (PNL) (1.ª edição, 2011; 5.ª edição, 2020)
54. Uma Aventura no Sítio Errado (PNL) (1.ª edição, 2012; 7.ª edição, 2020)
55. Uma Aventura no Castelo dos Três Tesouros (PNL) (1.ª edição, 2013; 6.ª edição, 2021)
56. Uma Aventura na Casa da Lagoa (PNL) (1.ª edição, 2014; 3.ª edição, 2021)
57. Uma Aventura na Pousada Misteriosa (PNL) (1.ª edição, 2015)
58. Uma Aventura na Madeira (PNL) (1.ª edição, 2016; 5.ª edição, 2020)
59. Uma Aventura em Conímbriga (PNL) (1.ª edição, 2017; 3.ª edição, 2021)
60. Uma Aventura no Palácio das Janelas Verdes (PNL) (1.ª edição, 2018; 4.ª edição, 2021)
61. Uma Aventura no Fundo do Mar (PNL)  (1.ª edição, 2019; 4.ª edição, 2022)
62. Uma Aventura Voadora (PNL) (1.ª edição, 2020)
63. Uma Aventura em Noite de Tempestade (PNL) (1.ª edição, 2021; 2.ª edição, 2022)
64. Uma Aventura nas Arábias (PNL) (1.ª edição, 2022)
65. Uma Aventura na Quinta dos Enigmas (PNL) (1.ª edição, 2022)
66. Uma Aventura para o Fim das Férias (PNL) (1.ª edição, 2023)
67. Uma Aventura na Torre do Tesouro (PNL) (1.ª edição, 2024)
68. Uma Aventura na Curva do Rio (PNL) (1.ª edição, 2025)
69. Uma Aventura em Busca do Navio Fantasma (a publicar, 2026)

*Adaptado na 1ª Temporada da Série de TV (2000)
**Adaptado na 2ª Temporada da Série de TV (2002)
***Adaptado na 3ª Temporada da Série de TV (2004)
(1) Adaptado para filme em 2009
****Adaptado na 4ª Temporada da Série de TV (2005)
*****Adaptado na 5ª Temporada da Série de TV (2007)

## No cinema
Uma Aventura na Casa Assombrada é primeiro filme do género, feito em Portugal. Não há confirmação oficial de que haverá mais filmes.